# キアニーナ牛

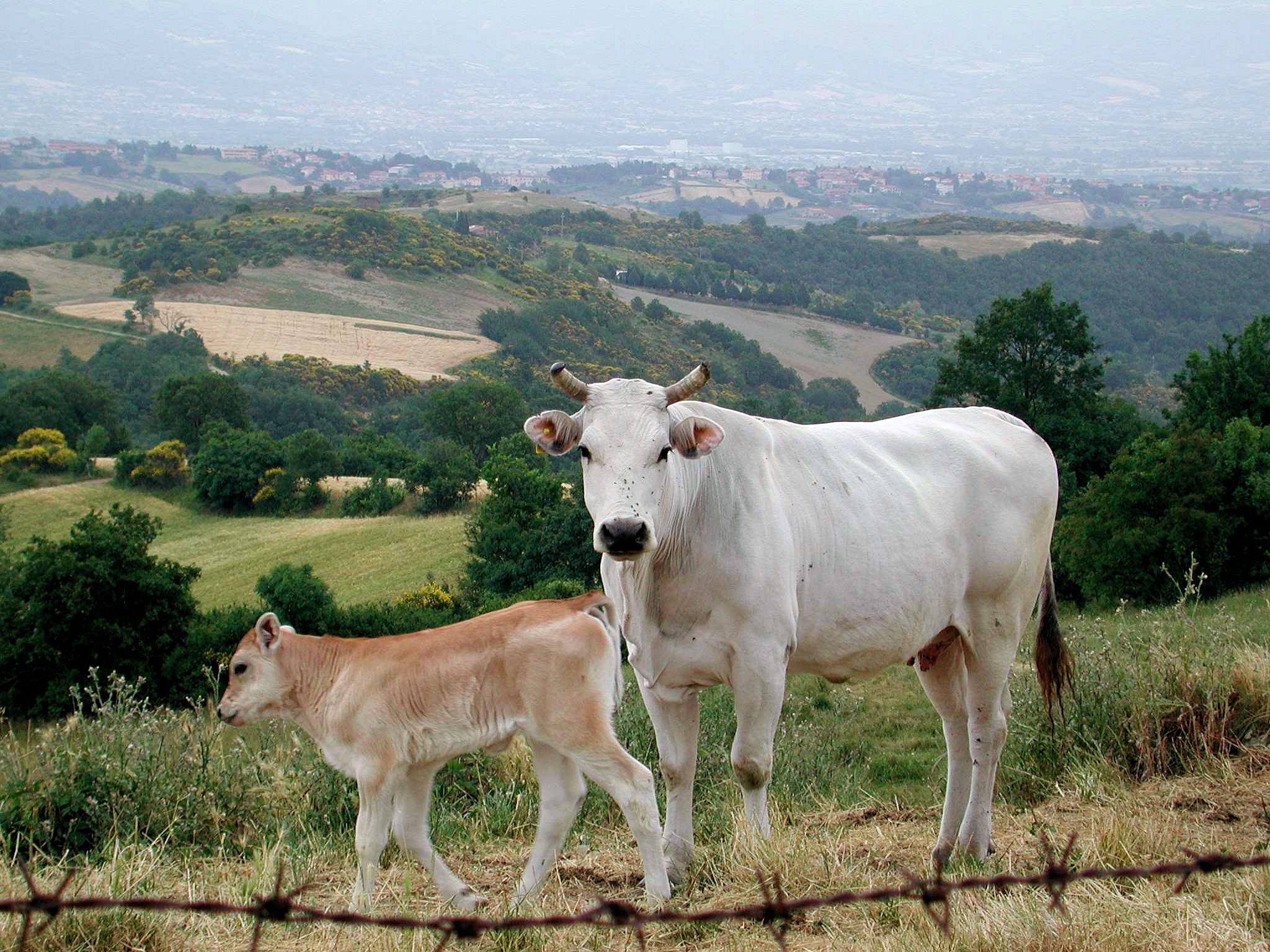
キアニーナ牛の牝牛と仔牛

キアニーナ牛（イタリア語: chianina）はイタリアの牛の品種。イタリアを代表する高級銘柄牛でもある。

## 概要
キアニーナ牛は、イタリアの在来種であり、世界中の牛の祖先と言われる。名称はトスカーナ州東部からウンブリア州方面に広がるキアーナ渓谷に由来する。
白い牛でラスコー洞窟壁画に描かれている牛にも例えられる。世界で最も大きな牛の品種であり、体重は1200キログラムほど（一般的な肉用牛は体重700キログラム前後で出荷される）。
古代エトルリアでは飼育が行われており、続く古代ローマでは白さや大きさが神聖なものとして崇拝の対象になると共に、生贄として捧げられていた。
20世紀末の統計では25万頭飼育されていたが、2000年頃には半数以下の飼育となっている。これはEUの農業政策で食肉処理規格の厳格化から、屠殺場の統廃合や新たな設備投資を迫られるなど（屠殺する動物ごとに別の施設が必要になった）、資本のない家族経営の肥育農家が次々と廃業したためである。また2000年代初頭に起きたBSE問題によって、絶滅に近い形になった。
1万頭ほどが飼育されていおり（2018年時点）、月に約500頭が生産されている（2021年時点）。また、その内の半数が保護指定地域表示における認定を許可されている。

## 飼育法
放牧で育てた後に、牛舎に入れて大麦やトウモロコシなどの穀物を少量与えて肥育する。
日本での銘柄牛の飼育と比べると、粗飼料と言われる牧草や麦わらの量が圧倒的に多い。

## 肉の特徴
キアニーナ牛の肉質は、脂肪が少なく、軟らかく、タンパク質が豊富で、コレステロール値が低い。一般的な牛肉のコレステロール値は25%であるが、キアニーナ牛は5%以下である。

## 利用
ビステッカ・アッラ・フィオレンティーナはキアニーナ牛の肉を用いるのが正統である。
2000年代初頭に起きたBSE問題から日本へは禁輸となっていたが、2016年に輸出再開された。

## 世界最大の牛
世界で最も大きい牛は、2010年にローマで開催された品評会に登場したキアニーナ牛の「ベリーノ」である。その体高は2メートルを超えていた。